# Plonger (film)
Pour les articles homonymes, voir Plonger (homonymie).
Cet article concerne le film. Pour le roman, voir Plonger (roman).
Pour plus de détails, voir Fiche technique et Distribution.

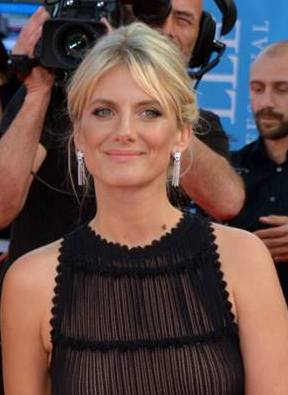
Mélanie Laurent, réalisatrice du film.

Plonger est un film dramatique français coécrit et réalisé par Mélanie Laurent, sorti en 2017. Il s’agit de l’adaptation du roman homonyme de Christophe Ono-dit-Biot, Grand prix du roman de l'Académie française et prix Renaudot des lycéens.
Il est sélectionné dans la catégorie « Special Presentations » au Festival international du film de Toronto en septembre 2017.

## Synopsis
César, ex-reporter de guerre devenu critique d'art, et Paz, photographe espagnole, vivent un amour aux débuts intenses et passionnels. Paz tombe enceinte et vit une grossesse malheureuse : elle n'est plus inspirée et l'aventure lui manque. Peu de temps après la naissance de l'enfant, Paz décide de partir.

## Fiche technique
Sauf indication contraire ou complémentaire, les informations mentionnées dans cette section proviennent de la base de données IMDb et Unifrance
- Titre original : Plonger
- Réalisation : Mélanie Laurent
- Scénario : Julien Lambroschini et Mélanie Laurent, d’après le roman homonyme de Christophe Ono-dit-Biot
- Direction artistique : Stanislas Reydellet
- Décors : Arnaud Denis
- Costumes : Maïra Ramedhan Levi
- Photographie : Arnaud Potier
- Montage : Guerric Catala
- Musique : Alexis Place
- Production : Bruno Lévy ; Julien Deris, Marc Dujardin, David Gauquié et Étienne Mallet (coproducteurs)
- Sociétés de production : Move Movie et Cinéfrance
- SOFICA : Cofinova 13
- Sociétés de distribution : Mars Films (France) ; Athena Films (Belgique)
- Pays d’origine :  France
- Langue originale : français
- Format : couleur
- Genre : drame
- Durée : 102 minutes
- Dates de sortie :
  - Canada : 9 septembre 2017 (Festival international du film de Toronto)
  - France : 29 novembre 2017
  - Belgique : 6 décembre 2017

## Distribution
- Gilles Lellouche : César
- María Valverde : Paz Aguilera
- Ibrahim Ahmed : Marin
- Marie Denarnaud : la gérante de l'hôtel
- Noémie Merlant : la jeune artiste
- Albert Delpy : Léo
- Thomas Solivérès : le jeune artiste
- Christophe Vandevelde : le galeriste

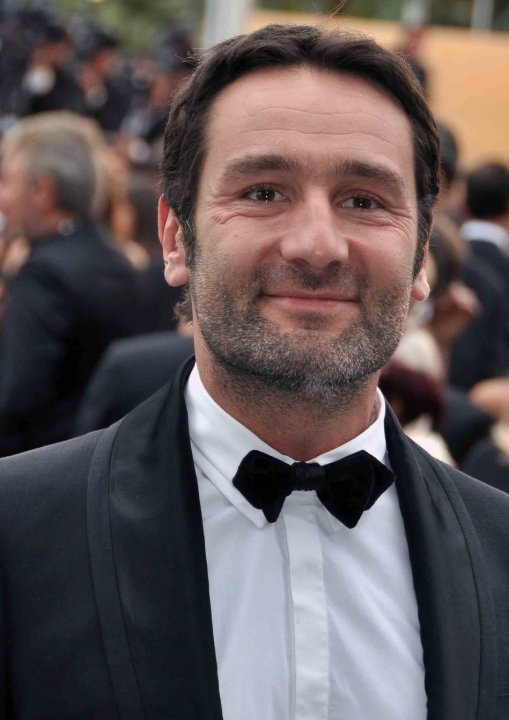
Gilles Lellouche, qui joue le rôle de César.

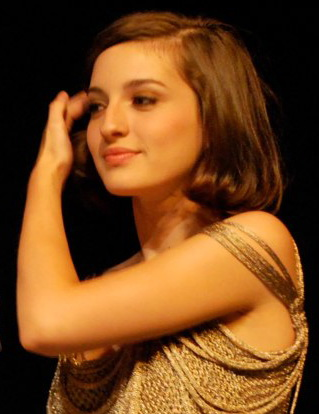
Maria Valverde, qui joue le rôle de Paz.

- Tiffany Thoyer-Rozat : Tiffany

## Production

### Développement et genèse
Le Film français révèle, en juin 2014, le troisième projet de réalisation de Mélanie Laurent. Elle adapte en tant que scénariste, aux côtés de Julien Lambroschini, Chris Deslandes et Charlotte Farcet, le roman Plonger de Christophe Ono-dit-Biot. Dans l’œuvre, c’est l’homme, le père, qui parle et, pour le film, la réalisatrice décide de « redonner une voix à la femme, [s]’attacher à raconter l’histoire de ce couple à travers son point de vue ». C’est d’ailleurs son producteur, Bruno Lévy, qui lui fait découvrir ce livre lors du pré-achèvement du tournage de Respire en 2014.

### Attribution des rôles
Selon Allociné en novembre 2016, le rôle principal est tenu par Gilles Lellouche que Mélanie Laurent n’a jamais dirigé, bien qu'ils aient déjà travaillé ensemble dans La Chambre des morts d’Alfred Lot (2007), Paris de Cédric Klapisch (2008) et, en tant que doubleurs, Vice-versa (Inside Out, 2015) de Pete Docter.
Pour le personnage de Paz, la réalisatrice rencontre beaucoup de comédiennes espagnoles mais a un coup de foudre en visionnant un essai de María Valverde  : « Notre rencontre a été merveilleuse, très intense ; j’ai su aussitôt que c’était elle. »

### Tournage
Alors que le tournage devait avoir lieu en 2015, il est repoussé, faute d'« argent [pour] un film cher tourné dans quatre pays ». Mélanie Laurent et son équipe tournent finalement, en 2016, dans le sultanat d'Oman, où l’acteur Gilles Lellouche plonge à 70 mètres sous l’eau, dans une obscurité totale : « Il faut vraiment prendre sur soi, vous n’entendez rien, que votre cœur battre et les bulles qui sortent du détendeur. »
Ils se déplacent ensuite dans les studios d'Aubervilliers à Paris, puis, pour deux nuits en mai 2016, à Saint-Nazaire pour filmer le théâtre, le port et le quai du Commerce,.
Le tournage prend fin le 6 juin 2016 à Pechón à Val de San Vicente en Cantabrie, en Espagne.

## Accueil

### Festivals et sorties
Plonger est sélectionné dans la catégorie « Special Presentations » et projeté le 9 septembre 2017 au Festival international du film de Toronto, ainsi qu’au Festival international du film de Busan, le 14 octobre 2017. Il est le film de clôture du Festival du cinéma méditerranéen de Montpellier 2017.
La sortie en France est prévue le 29 novembre 2017 et en Belgique,  le 6 décembre 2017.

### Sélections
- Festival international du film de Toronto 2017 : sélection « Special Presentations »
- Festival international du film de Busan 2017 sélection : « World Cinema »

### Critiques
« A cette quête d'une femme libre Mélanie Laurent ajoute aujourd'hui son interprétation féminine. Son film est surprenant, visuel et radical. » Le Point.
« Entre Le Grand bleu et 37°2 le matin, entre la mythologie simpliste et le baroque too much, Plonger se mouille et tente une synthèse impossible. Ca vaut le coup de se jeter à l’eau. » Premiere.
« Mélanie Laurent avec ce film confirme avec audace les qualités d'écriture et de mise en scène que laissaient entrevoir ses premières fictions. » Transfuge.
« De quoi parle ce film ? La question vient vite à l’esprit sans qu’on n’arrive jamais à y répondre. Basculant d’un point de vue surplombant au point de vue de la femme, puis à celui de l’homme, il donne aussi peu de chance à ses personnages qu’à son récit qui, faute d’enjeu évident, paraît interminable. » Le Monde